# Sven Møller Jensen
Sven Møller Jensen, født 16. maj 1947 i Esbjerg.
Kommunalpolitiker i Gjern Kommune 1976-1992 valgt for Socialdemokratiet.
Borgmester i Gjern Kommune 1987-1990. 
Uddannet politibetjent (politiassistent) 1969. Aktiv i tjenesten indtil 2010, henholdsvis Frederiksberg politi, Silkeborg politi samt Horsens politi.
Medlem af Seniorrådet Silkeborg kommune, valgt 20117.
Formand for Socialdemokratiet Gjern fra 2016.
Aktiv i Offerrådgivningen i Danmark fra 2015.